# جانيت روجرز
جانيت روجرز هي كاتِبة وشاعرة كندية، ولدت في 29 يناير 1963.

## وصلات خارجية
- جانيت روجرز على موقع IMDb (الإنجليزية)